# Vaspör, Zala
Vaspör  este un sat în districtul Zalaegerszeg, județul Zala, Ungaria, având o populație de 400 de locuitori (2011). 

## Demografie
Componența etnică a satului Vaspör
     Maghiari (93,42%)
     Germani (3,54%)
     Necunoscut (3,04%)
     Alții (3,04%)
Componența confesională a satului Vaspör
     Romano-catolici (80,25%)
     Reformați (4%)
     Luterani (1,75%)
     Fără religie (1,75%)
     Necunoscută (12,25%)
     Alte religii (1,5%)
Conform recensământului din 2011, satul Vaspör avea 400 de locuitori. Din punct de vedere etnic, majoritatea locuitorilor (93,42%) erau maghiari, cu o minoritate de germani (3,54%). Apartenența etnică nu este cunoscută în cazul a 3,04% din locuitori.  Din punct de vedere confesional, majoritatea locuitorilor (80,25%) erau romano-catolici, existând și minorități de reformați (4,0%), persoane fără religie (1,75%) și luterani (1,75%). Pentru 12,25% din locuitori nu este cunoscută apartenența confesională.